# Фёдоровское муниципальное образование (Саратовская область)
Фёдоровское муниципальное образование — сельское поселение в Фёдоровском районе Саратовской области Российской Федерации.
Административный центр — село Фёдоровка.

## История
Статус и границы сельского поселения установлены Законом Саратовской области от 27 декабря 2004 года № 107-ЗСО «О муниципальных образованиях, входящих в состав Фёдоровского муниципального района».

## Население
| 2010  | 2011  | 2012  | 2013  | 2014  | 2015  | 2016  |
| ----- | ----- | ----- | ----- | ----- | ----- | ----- |
| 1136  | ↘1132 | ↘1111 | ↘1099 | ↘1084 | ↘1078 | ↘1062 |
| 2017  | 2018  | 2019  | 2020  | 2021  |       |       |
| ↘1058 | ↘1027 | ↘1021 | ↘998  | ↗1059 |       |       |

## Состав сельского поселения
| № | Населённый пункт | Тип населённого пункта       | Население |
| - | ---------------- | ---------------------------- | --------- |
| 1 | Воскресенка      | село                         | ↗357      |
| 2 | Фёдоровка        | село, административный центр | ↘779      |